# Quasqueton
La ville de Quasqueton est située dans le comté de Buchanan, dans l’État de l’Iowa, aux États-Unis. Elle comptait 574 habitants lors du recensement de 2000.

## Architecture
Au nord-ouest de Quasqueton se trouve la Cedar Rock, une maison dessinée par Frank Lloyd Wright. Elle a été aménagée en musée.

## Source
- (en) Cet article est partiellement ou en totalité issu de l’article de Wikipédia en anglais intitulé « Quasqueton, Iowa » (voir la liste des auteurs).